# Trzebuńska Góra
Trzebuńska Góra – szczyt o wysokości 625 m n.p.m. w Beskidzie Makowskim.
Przez szczyt przebiega czerwony szlak turystyczny – Mały Szlak Beskidzki.